# Tankebyggarorden

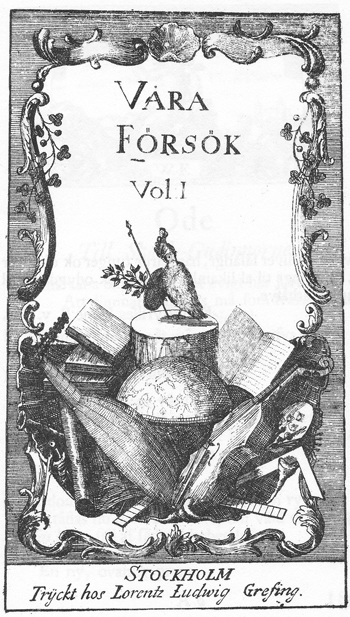
Titelbladet till Våra försök 1753.

Tankebyggarorden, även Tankebyggareorden, var ett ordenssällskap i Stockholm 1753–1762, som anses som Sveriges första fast organiserade litterära sällskap.

## Historia
Sällskapet, som sammanträdde en gång i veckan, ägnade sig främst åt litteratur. Det grundades 1753 av ämbetsmannen Carl Friedrich Eckleff, en ivrig frimurare, och den finlandssvenske poeten Anders Gottlieb Herkepæus. Det utgjorde en konkurrent till den av drottningen samma år instiftade Vitterhetsakademien. 
Innan årets slut hade sällskapet 34 medlemmar: ämbetsmän, präster, jurister och militärer och däribland de unga diktarna Gustaf Filip Creutz och Gustaf Fredrik Gyllenborg samt den etablerade diktaren och enda kvinnliga medlemmen Hedvig Charlotta Nordenflycht. Vidare märktes bröderna Israel och Carl Torpadius, Axel Gabriel Leijonhufvud och Johan Fischerström. 
Samfundet var på en gång hemlig orden och vitter akademi. Man antog ett valspråk jämte ett ordensnamn (Nordenflycht: Uranie, Gyllenborg: Trofast, Creutz: Mellandag o.s.v.), och man uppställde prisfrågor. Inom sällskapet bildades en inre krets bestående av Nordenflycht, Creutz och Gyllenborg och det var dessa som svarade för merparten av det som kom att publiceras.
År 1763 sönderföll Tankebyggarorden då Nordenflycht dog och Creutz beordrades till Spanien. Ett försök 1775 att återuppliva den misslyckades. 

## Publikationer

### Våra försök
De på sammanträdena föredragna diktverken gavs ut anonymt under titeln Våra försök (tre delar, 1753–1755), men man har trots detta kunnat bestämma författarna till de flesta. Samlingen innehåller frispråkiga satirer, mest av Gyllenborg, riktade mot åtskilligt gammalmodigt, vacker idyllisk poesi, såsom Creutz' Sommarqväde och Elegie, högstämt retorisk didaktik samt frivola småstycken. Man märker även ett engagemang för samtidens upplysning. Språkformen är i allmänhet tung och ovig. 

### Witterhets arbeten, utgifne af et samhälle i Stockholm
Efter att sällskapet splittrats 1757, beslöt sig kretsen kring Nordenflycht för att omarbeta de bästa texterna ur Våra försök och återutge dem tillsammans med nyskrivna dikter i Witterhets arbeten, utgifne af et samhälle i Stockholm (tre delar, 1759–1762). Bland de nya märks Creutz' Atis och Camilla och Daphne, Gyllenborgs Vinterqväde samt Nordenflychts Fruentimrets försvar och Tåget öfver Bält. Med denna publikation lades grunden till den litterära uppblomstring som senare kom under den gustavianska tiden.